# Syngonanthus umbellatus
Syngonanthus umbellatus är en gräsväxtart som först beskrevs av Jean-Baptiste de Lamarck, och fick sitt nu gällande namn av Wilhelm Willy Otto Eugen Ruhland. Syngonanthus umbellatus ingår i släktet Syngonanthus och familjen Eriocaulaceae. Inga underarter finns listade i Catalogue of Life.